# No Way Out 2012
No Way Out 2012 è stata la dodicesima ed ultima edizione dell'omonimo evento in pay-per-view prodotto annualmente dalla WWE. L'evento si è svolto il 17 giugno 2012 all'Izod Center di East Rutherford (New Jersey).

## Storyline
Il 25 maggio Alberto Del Rio, Randy Orton e Kane si sono affrontati in un Triple Threat match per decretare lo sfidante al World Heavyweight Champion. Del Rio si è aggiudicato l'incontro, ma la sua vittoria è stata resa vana a causa di una commozione cerebrale subita l'8 giugno a SmackDown. L'11 giugno è stato quindi indetto un match per decretare il nuovo number one contender: un Fatal Four-Way Elimination match tra Christian, Jack Swagger, The Great Khali e Dolph Ziggler, match vinto da quest'ultimo.
Nella puntata di Raw del 14 maggio, il General Manager di Raw e SmackDown John Laurinaitis ha licenziato Big Show per essersi preso gioco della sua voce. Nell'ultimo pay-per-view (Over The Limit), poco prima che John Cena sconfiggesse il suo avversario Laurinaitis, Big Show ha interferito nel match colpendo Cena e permettendo a Laurinaitis di vincere l'incontro. La sera successiva, Laurinaitis ha rivelato di aver riassunto Big Show con un contratto di ferro. Inoltre ha decretato per No Way Out uno Steel Cage match tra Cena e Big Show. L'11 giugno a Raw Mr. McMahon ha annunciato che se Big Show dovesse perdere il match, John Laurinaitis sarà licenziato. Il 15 giugno a SmackDown è stata inserita la clausola che Cena sarà licenziato in caso di sconfitta.
La rivalità per il WWE Championship vede contrapposti CM Punk, Daniel Bryan e Kane, che nelle ultime settimane si sono affrontati diverse volte. Il 18 maggio a SmackDown, Punk e Kane si sono trovati uno di fronte all'altro in un match. Bryan, seduto al tavolo di commento, ha successivamente interferito nell'incontro colpendo Kane con una sedia d'acciaio. Il 21 maggio si sono invertiti i ruoli, la sfida sul ring è stata tra Daniel Bryan e Kane, con Punk a bordo ring in veste di commentatore. Come aveva fatto l'American Dragon pochi giorni prima, anche Punk ha preso una sedia d'acciaio, con l'intento di colpire uno dei due contendenti.
Nella puntata di Raw del 28 maggio è la volta di Bryan vs CM Punk. Bryan si è aggiudicato il match, ma i festeggiamenti sono durati poco perché Kane ha irrotto sul ring colpendolo con una sedia. Il 1º giugno lo Straight Edge ha affrontato Kane in un match valido per il titolo, ma Bryan ha interferito nell'incontro colpendo entrambi. In seguito, il General Manager John Laurinaitis ha proclamato un Triple Threat match che vede coinvolti i tre rivali.
L'8 giugno a SmackDown è stato sancito il match tra l'Intercontinental Champion Christian e Cody Rhodes, in un match valido per il titolo.

## Risultati
| #       | Incontri                                                                                  | Stipulazioni                                                                                | Durata |
| ------- | ----------------------------------------------------------------------------------------- | ------------------------------------------------------------------------------------------- | ------ |
| Kickoff | Brodus Clay (con Cameron e Naomi) ha sconfitto David Otunga per count-out                 | Single match                                                                                | 05:43  |
| 1       | Sheamus (c) ha sconfitto Dolph Ziggler (con Vickie Guerrero)                              | Single match per il World Heavyweight Championship                                          | 15:10  |
| 2       | Santino Marella ha sconfitto Ricardo Rodríguez                                            | Tuxedo match                                                                                | 04:25  |
| 3       | Christian (c) ha sconfitto Cody Rhodes                                                    | Single match per il WWE Intercontinental Championship                                       | 11:30  |
| 4       | The Prime Time Players hanno sconfitto The Colóns, Justin Gabriel e Tyson Kidd e The Usos | Fatal four-way tag team match per determinare i primi sfidanti al WWE Tag Team Championship | 09:30  |
| 5       | Layla (c) ha sconfitto Beth Phoenix                                                       | Single match per il WWE Divas Championship                                                  | 06:57  |
| 6       | Sin Cara ha sconfitto Hunico (con Camacho)                                                | Single match                                                                                | 05:48  |
| 7       | CM Punk (c) ha sconfitto Daniel Bryan e Kane                                              | Triple treath match per il WWE Championship                                                 | 18:17  |
| 8       | Ryback ha sconfitto Dan Delaney e Rob Grymes                                              | Two-on-one handicap match                                                                   | 01:38  |
| 9       | John Cena (con Vince McMahon) ha sconfitto Big Show (con John Laurinaitis)                | Steel cage match                                                                            | 24:43  |